# Гибс (Мисури)
Гибс (енгл. Gibbs) град је у америчкој савезној држави Мисури.

## Демографија
По попису из 2010. године број становника је 107, што је 7 (7,0%) становника више него 2000. године.
| Група             | 2000.      | 2010.      |
| Белци             | 97 (97,0%) | 98 (91,6%) |
| Афроамериканци    | 0 (0,0%)   | 2 (1,9%)   |
| Азијати           | 0 (0,0%)   | 0 (0,0%)   |
| Хиспаноамериканци | 0 (0,0%)   | 1 (0,9%)   |
| Укупно            | 100        | 107        |